# 부비동염
부비동염(sinusitis, 코곁굴염, 굴염, 동염) 또는 코굴염(rhinosinusitis, 비부비동염) 또는 부비강염은 독성 물질이나 세균, 바이러스로 인해 부비강에 염증이 발생하는 질환이다. 주로 비염이나 단순 감기로 인한 상기도 감염의 진행된 형태로 나타난다. 일반인들에겐 축농증(蓄膿症)으로 잘 알려져 있다.

## 분류
부비동염은 증상 발현 기간에 따라 급성과 만성, 발병 부분의 해부학적 위치에 따라 나눈다. 급성은 증상이 4주 이하, 아급성은 4~12주, 만성은 12주 이상 지속됨을 뜻한다. 모든 부비동염의 증상은 거의 동일하기 때문에 각 병형을 증상만으로 구별하긴 어렵다.

### 급성 부비동염
급성 부비동염은 주로 바이러스로 인한 상기도 감염이 원인이 된다. 바이러스로 인해 손상된 조직 표면에 세균에 의해 군체를 생성해서 발생한다. 원인균으로 Haemophilus influenzae, Streptococcus pneumoniae, Moraxella catarrhalis, Staphylococcus aureus가 있다. 충치나 진균 감염으로도 부비강염이 발생할 수 있으며 특히 면역부전 환자에게서 자주 발견된다.
급성 부비동염을 방치하면 만성 부비동염으로 발전하기 쉽다.

### 만성 부비동염
만성 부비동염은 급성 부비동염이 발전한 형태이거나 알레르기성 비염이 원인이 되어 발생한다.

## 증상
코막힘, 안면 통증, 두통, 열, 불쾌감, 옅은 녹색이나 노란색의 농성비루, 머리 무거움, 구취, 치통(상악동염이 겹칠 경우) 등이 있다. 기억력 감퇴가 초래되기도 한다. 통상적으로 고개를 숙이면 코막힘, 두통 등의 증상이 심해지는 경향이 있으며, 이로 인해 학생의 학업성적에 간접적으로 악영향을 줄 수 있는 것으로 판단된다. 상악동염의 경우 윗니의 치통이 심하며 치통이라고 해서 치과에서 치료하는 것이 아니라 이비인후과에서 치료해야 한다.

## 진단
원인이 다양하지만, 진단은 어렵지 않다. 주로 콧물의 성상, 양과 호흡기 증상으로 판단할 수 있으며 알레르기가 의심되는 경우에는 알레르기 검사를 시행한다. 단층 촬영(CT)을 하기도 한다.

## 치료
급성과 만성 공통적으로 증상 완화를 위해 스테로이드, 진통제를 사용함과 동시에 근본요법으로 항생제를 투여한다. 보통 약물치료 시작 3~4일이면 증상이 비약적으로 완화된다.
증세는 빠르게 사라지고 각 주기마다의 치료도 빠르지만, 한번 발병력이 있으면 쉽게 재발한다. 부비동염을 방치하면 외과적 수술을 통해 점막을 제거(하비갑개 점막하 절제술)해야 하는 경우도 있다. 비중격만곡증이 동시에 관찰되는 경우도 많다. 일반 코감기에 사용되는 항히스타민제는 별 효과가 없으며 오히려 비루의 농도를 진하게 만들어 부비동염의 증상을 악화시킬 수 있다. 식염수 세척법으로 단기적인 증상 완화 효과를 가져올 수는 있으나, 근본적인 치료법으로는 한계가 있다는 것이 대체적인 의견이다. 하지만 최근 쉽고 간단한 최소침습적 수술인 풍선 카테터 부비동 수술을 통해 부비동염으로 어려움을 겪었던 많은 환자들이 많은 도움을 받고 있어 치료의 가능성이 넓어졌다.

## 같이 보기
- 청소율
- 신경섬유종증